# Exechia satiata
Exechia satiata är en tvåvingeart som beskrevs av Oskar Augustus Johannsen 1912. Exechia satiata ingår i släktet Exechia och familjen svampmyggor.
Artens utbredningsområde är New York. Inga underarter finns listade i Catalogue of Life.